# Полуничка
Полуни́чка (англ. Strawberry Shortcake) — ліцензований персонаж, правами на який володіє компанія American Greetings Corporation. Спочатку використовувалась в листівках, пізніше з'явилися ляльки, постери, мультфільми та інші продукти.

## Історія
Оригінальний дизайн Полунички та її кішечки Кастер створив Муріель Фахріон у 1977 році. У 1980 році American Greetings Corporation створює перші серії "Полунички". Перші серії називалися "Wonderful world of Strawberry Shortcake" (Чудовий світ Полунички).
Усі зображення героїв створенні у 2008 році, до цього майже у всіх героів було коротке волосся.
У 2009 році планується зміна вигляду всіх персонажів серіалу.

## Герої

### Полуничка
Полуничка — головний герой мультфільму. Її повне ім'я Строуберрі Шорткейк, що англійською означає Полуничне тістечко. Ця червоноволоса дівчинка миленька, але дуже мужня. Більшість ідей йде від неї. Її найближчі друзі — Чорниця Мафін, Джинджер Снеп, Оранж Квіт, Енжл Кейк, Лемон Бізе, Рассберрі Торт. Також в неї є й друзі з-за кордону, такі як Креп Сюзетт, Ті Квіт, Мандарина Торта, Фрості Пуфф, Банана Цукерка, Карамель Корн та інші. Сама ж вона зі Строуберріленду. Має кішечку Кастер, яка має світло-рожевий колір, вміє говорити, любить поспати і відпочити; і песика Пиріжок, який повна протилежність Кастер, він непосидючий і має синій колір. Полуничка має ще вічно веселу молодшу сестру Еппл Дамплін. Ягоди, котрі вирощує Полуничка, іноді більші за неї саму.
Як неофіційна принцеса вона допомагає усім та вкладає душу у будь-яку справу. 
У "старій" (1980—1995) їй було 6 років. У сучасній ж версії конкретного віку не вказано, але вона виглядає дещо старшою, десь як малий підліток.
- Поява у «новій» Полуничці у "Знайомтесь — Полуничка!" (2003)

### Еппл Дамплін
Маленька веселенька сестричка Полунички. Еппл Дамплін всюди ходить із Еппл Качкіном, своїм качкою. Вона дуже розумне маля для свого віку. Вона вміє писати і розмовляти, щоправда, не всі звуки вимовляє. Добра і чуйна. Мріє швидше стати дорослою і стати старшою за сестру та її друзів. Також обожнює кішку і песика Полунички і завжди з ними грається. Живе із старшою сестрою. Її найкраща подруга у садочку Вишенька. Навесні любить збиратись на велику яблуню у саду Полунички і злітати з неї на величезних квітах.
- Поява у «новій» Полуничці у "Знайомтесь — Полуничка!" (2003)

### Джинджер Снеп
Вона — кухар домашнього печива. Вона винахідник й душа компанії. Найбільший її винахід це дивовижна пекарська машина (ціла фабрика). Вона дуже полюбляє читати і обожнює гратись. Любить розділити шматок теплого імбирного печива із другом... У Строуберріленді працює пожежником і рятівником.
- З'явилась у "Знайомтесь — Полуничка!" (2003)

### Оранж Квіт
Оранж — садовод. Її величезний сад апельсинів налічує 246 різновидів квітів, 12 різновидів апельсинів, багато різних фруктів і деревце цукрової сливи, яке одного разу Полуничка подарувала Оранж на Новий рік. Оранж доброзичлива і ніколи не ображається, вона завжди всіх пробачає. У всьому Оранж допомагає її маленький метелик Мармеладка. Вона дуже талановита, але не завжди показує свої таланти через невпевненість у собі. Вона трохи сором'язлива. Оранж Квіт захищає природу і коли виросте, мріє захищати звірів у дикій природі та робити заповідники. У Строуберріленді працює лікарем.
- Поява у «новій» Полуничці у "Знайомтесь — Полуничка!" (2003)

### Енджел Кейк
- Поява у «новій» Полуничці у "Знайомтесь — Полуничка!" (2003)

### Гаклберрі Пай
- Поява у «новій» Полуничці у "Знайомтесь — Полуничка!" (2003)

### Пеппермінт Фізз
- З'явилась у "Найкращіх домашніх улюбленцях" (2004)

### Веселка Шербет
- З'явилась у "Вечірка на пляжі Сіберрі" (2005)

### Коко Каліпсо
- З'явилась у "Вечірка на пляжі Сіберрі" (2005)

### Морськаберрі Делайт
- З'явилась у "Вечірка на пляжі Сіберрі" (2005)

### Чорниця Мафін
- Поява у «новій» Полуничці у "Чорничному чудовиську" (2005)

### Ті Квіт
- Поява у «новій» Полуничці у "Друзів світ" (2006)

### Креп Сюзетт
- Поява у «новій» Полуничці у "Друзів світ" (2006)

### Фрості Пуфф
- З'явилась у "Друзів світ" (2006)

### Мандарина Торта
- З'явилась у "Друзів світ" (2006)

### Рассберрі Торт
- Поява у «новій» Полуничці у повнометражному 3D мультфільмі «Солодкі сни» (2006)

### Лемон Бізе
- З'явилась у повнометражному 3D мультфільмі «Солодкі сни» (2006)

### Ебрікос
- З'явилась у «Потанцюймо?» (2007)

### Ожина
- З'явилась у «Казкових пригодах із Полуничкою» (2008)

### Вишенька
- Не з'являлась у мультфільмі (вигадана для серії іграшок) (2006)

### Плам Пуддінг
- З'явилась у "Великому Сільському приколі" (2008)

### Банана Цукерка
- Поява у «новій» Полуничці у "Великих мандрівках Полунички" (2008)

### Лайм Лайт
- З'явилась у "Світло... Камера" (2008)

### Уотермелон Кісс
- З'явилась у "Великому Сільському приколі" (2008)

### Ганна Оатміл
- З'явилась у "Великому Сільському приколі" (2008)

## Відео-DVD

### Потанцюймо?
- Everybody Dance (Танцюють всі!)
- Let's Dance (Потанцюймо)

### Великий Сільський Прикол
- Back In The Saddle (Зад у сідлі)
- Down On The Farm (Рятуючи Ферму)

### Rockaberry Roll
- It takes talent (Показ талантів)
- Playing the beat in the band (Граючи в команді)

### Великі мандрівки Полунички
- Strawberry's Big Journey (Подорож до Мандариноландії)
- Around the berry big World (Навколо світу за 80 днів)

### Стану космонавтом...
- One Small Step (Крок до мети)
- The Good Mayor (Гарний мер)

### Найчарівніші казки (2 версія)
- Princess Named Rap (Рапунцель або Принцеса Реп)
- Sleeping Beauty (Спляча красуня)
- Toto's Tale (Подорож до країни Оз. Частина 1: Казка Тото)
- Where the Gem Berries Glow(Подорож до країни Оз. Частина 1: Де світло Джемберрі)

Бонус (серії з іншої версії):
- When the Berry Fairy Came to Stay (Фея вирішує зостатись)
- The Legend of Sherry Bobbleberry (Легенда про Шері Бабблберрі)

### Беррівуд, чекає!
- Hooray For Berrywood (Скоріш, у Беррівуд)
- Lights... Camera... (Світло... Камера...)